# Vulpellac, Fonteta i Peratallada
Vulpellac, Fonteta i Peratallada, oficialment i impròpiament Forallac, és un municipi de la comarca del Baix Empordà, que es constituí formalment el 10 de març del 1977 fruit de la unió dels termes municipals de Fonteta, Peratallada i Vulpellac.
El terme s'estén per la plana de l'Empordà en bona part de la conca del Daró fins al veïnat de  Fitor, al massís de les Gavarres. Encara que cada nucli conserva el seu edifici municipal, la seu administrativa roman a Vulpellac, on el 1998 es va inaugurar la nova casa de la vila.

## Topònim no normatiu

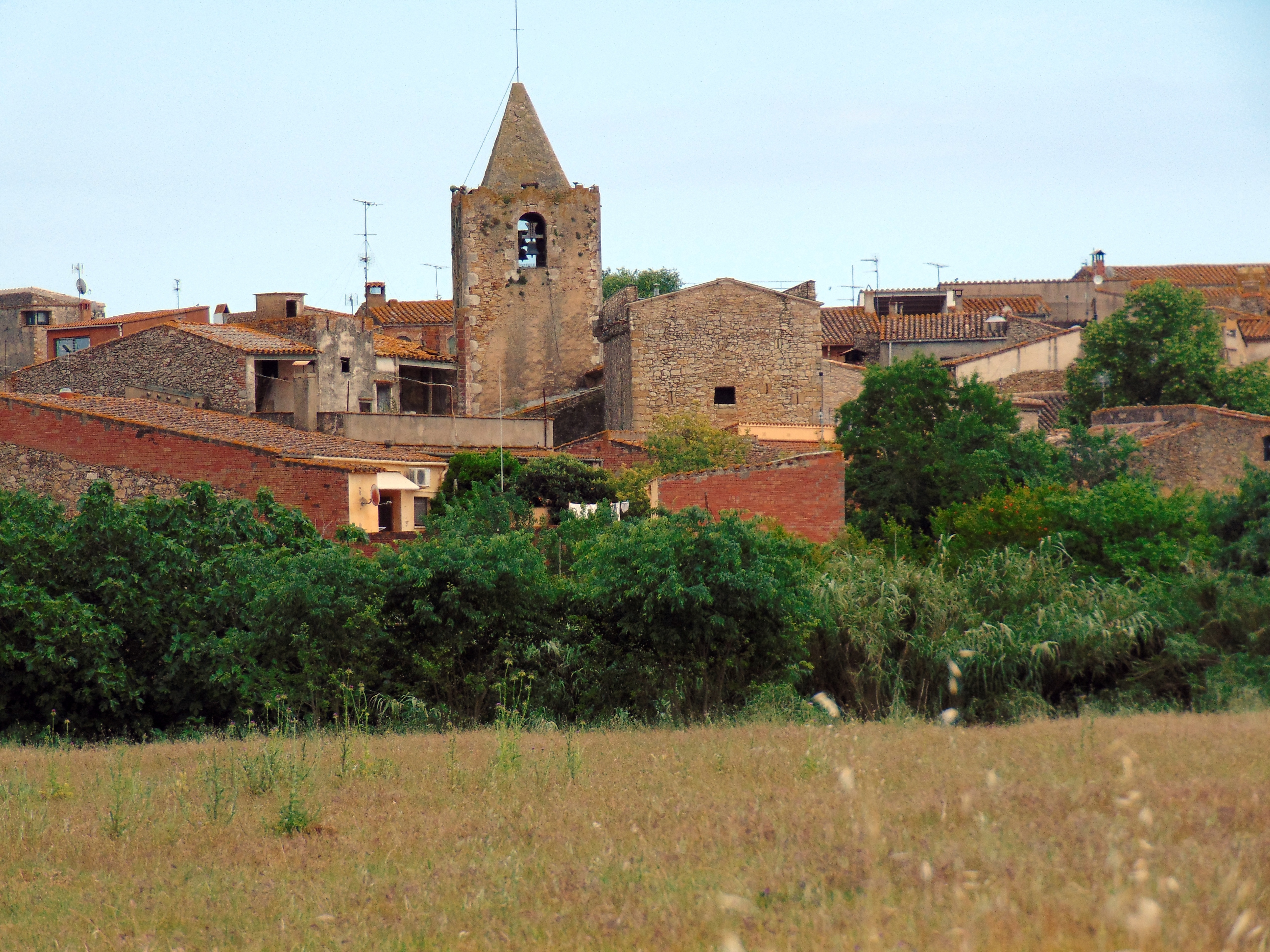
Fonteta

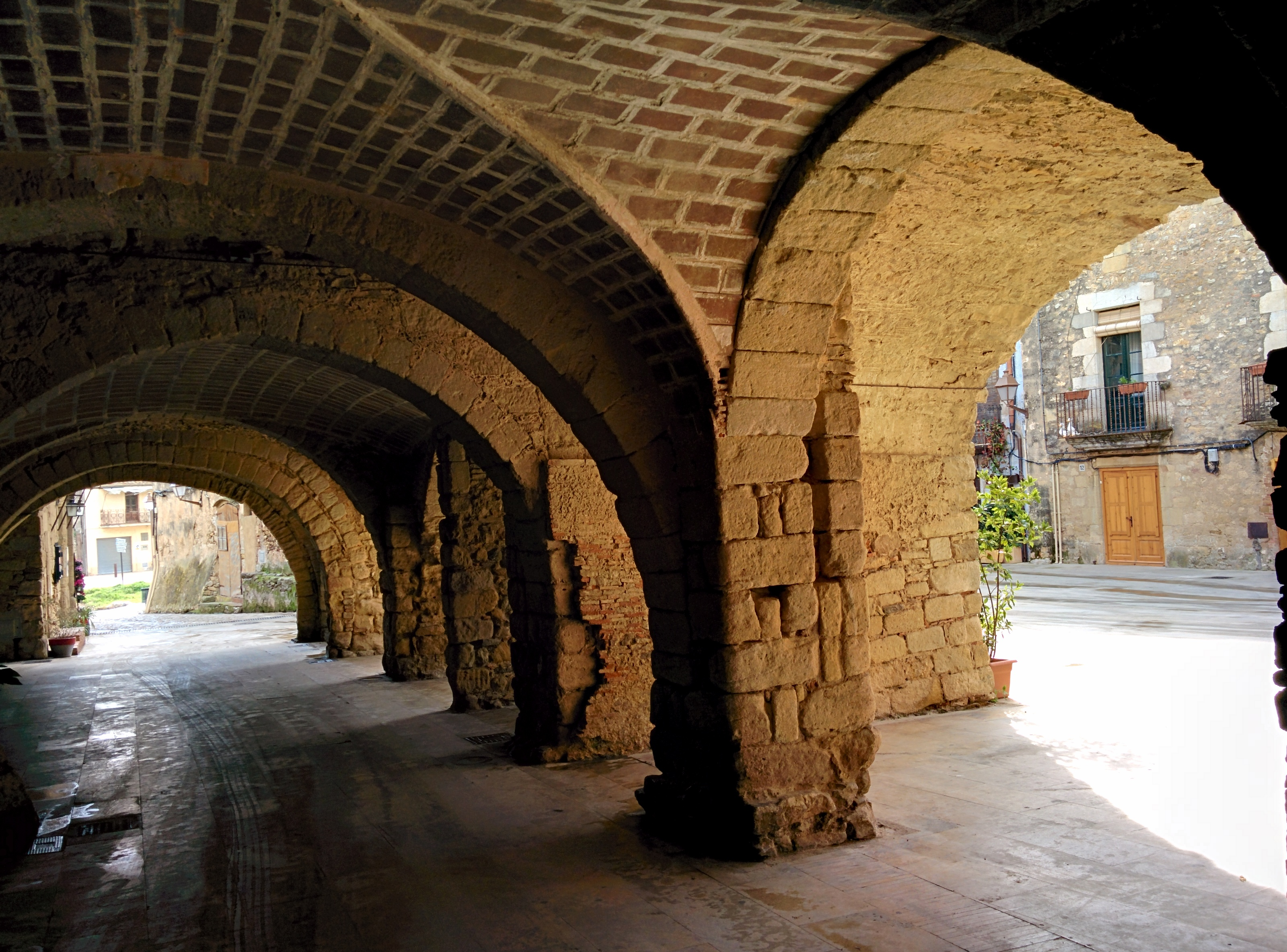
Voltes de la Plaça de Peratallada

El nom del nou municipi sorgeix a partir de la combinació (un mot creuat) del nom dels tres nuclis agregats, segons van acordar els responsables municipals que van promoure l'agregació. Forallac pren la primera, la segona i la tercera síl·laba de Fonteta, Peratallada i Vulpellac, després de col·locar els seus noms per ordre alfabètic. Aquesta solució, però, no agrada als toponimistes. L'Institut d'Estudis Catalans ha defensat sempre la forma Vulpellac, Fonteta i Peratallada. Les raons per a la creació de la forma Forallac rauen en la voluntat del consistori municipal de simplificar-ne el nom, sense que hi hagi tradició moderna, malgrat que el municipi es compongui de tres topònims.

## Geografia
- Llista de topònims de Vulpellac, Fonteta i Peratallada (Orografia: muntanyes, serres, collades, indrets..; hidrografia: rius, fonts...; edificis: cases, masies, esglésies, etc).

| Entitat de població      | Habitants (2024) |
| el Puig de Sant Ramon    | 534              |
| Vulpellac                | 301              |
| Fonteta                  | 275              |
| la Bordeta               | 237              |
| Peratallada              | 206              |
| Santa Susanna de Peralta | 79               |
| Sant Climent de Peralta  | 67               |
| Canapost                 | 62               |
| Peratallada              |                  |
| Fonteta                  |                  |
| Vulpellac                |                  |
| Font: Idescat            |                  |

## Llocs d'interès
- Els Clots de Sant Julià.[3]
- El Forn Gran de Fonteta, antic forn de calç.[4]

## Demografia
| 1497 f | 1515 f | 1553 f | 1717 | 1787  | 1857  | 1877  | 1887  | 1900  | 1910  |
| ------ | ------ | ------ | ---- | ----- | ----- | ----- | ----- | ----- | ----- |
| 143    | 160    | 138    | 601  | 1.499 | 1.973 | 1.728 | 1.740 | 1.621 | 1.612 |

| 1920  | 1930  | 1940  | 1950  | 1960  | 1970  | 1981  | 1990  | 1992  | 1994  |
| ----- | ----- | ----- | ----- | ----- | ----- | ----- | ----- | ----- | ----- |
| 1.554 | 1.393 | 1.436 | 1.400 | 1.367 | 1.385 | 1.524 | 1.554 | 1.527 | 1.527 |

| 1996  | 1998  | 2000  | 2002  | 2004  | 2006  | 2008  | 2010  | 2012  | 2014  |
| ----- | ----- | ----- | ----- | ----- | ----- | ----- | ----- | ----- | ----- |
| 1.633 | 1.642 | 1.650 | 1.683 | 1.746 | 1.746 | 1.740 | 1.749 | 1.721 | 1.729 |

| 2016  | 2018  | 2020  | 2022  | 2024  | 2026 | 2028 | 2030 | 2032 | 2034 |
| ----- | ----- | ----- | ----- | ----- | ---- | ---- | ---- | ---- | ---- |
| 1.723 | 1.713 | 1.695 | 1.765 | 1.766 | -    | -    | -    | -    | -    |

## Economia
El viver d'empreses i centre de negocis Nexes és un equipament promogut per l'Ajuntament de Vulpellac, Fonteta i Peratallada amb l'objectiu de dinamitzar el teixit econòmic local i afavorir la creació, el desenvolupament i la consolidació d'activitats empresarials i industrials.
El 2012, l'ajuntament de Vulpellac, Fonteta i Peratallada va aprovar un projecte de construcció d'una planta tractaments de residus, anomenat ecoparc, que recolliria 100.000 tones de residus l'any i ocuparia 16000 m² a les proximitats de les pedreres ibèriques dels Clots de Sant Julià, El 13 de gener de 2013, la plataforma «Salvem Vulpellac, Fonteta i Peratallada» va organitzar una primera protesta en la que van participar unes 250 persones. i una segona el 10 de març amb la participació d'unes quatre-centes persones.